# Región de Taranaki
Taranaki es una región de Nueva Zelanda.

## Población
La superficie de esta región neozelandesa abarca una extensión de territorio de unos 7.257 kilómetros cuadrados. La población de esta división administrativa se encuentra compuesta por un total de 108.100 personas (según las cifras que arrojaron el censo llevado a cabo en el año 2002). Mientras que su densidad poblacional es de unos quince habitantes por cada kilómetro cuadrado aproximadamente.
- Datos: Q140207
- Multimedia: Taranaki Region / Q140207